# SBTRKT
SBTRKT (wym. „sabtrakt”) – pseudonim Aarona Jerome, muzyka i producenta z Londynu. Znakiem rozpoznawczym SBTRKT są różnokolorowe maski plemienne, za którymi ukrywa się podczas swoich występów. I jak mówi, „odkąd występuje w masce, może spokojnie przechadzać się między ludźmi”
SBTRKT rozpoczął swoją przygodę jako DJ w londyńskim klubie „Plastic People”. Jerome zdobył popularność dzięki remiksom piosenek takich artystów jak: Radiohead, Mark Ronson. W 2011 roku, SBTRKT wydał swoją pierwszą płytę SBTRKT, która przyniosła mu sporą popularność na scenie dubstepowej. 
Nazwa „SBTRKT” odnosi się również do duetu, który tworzy właśnie Aaron Jerome oraz Sampha. Podczas ich występów na żywo Jerome gra na perkusji i obsługuje elektronikę, a towarzyszący mu Sampha - śpiewa i gra na instrumentach klawiszowych. Brytyjska wokalistka Jessie Ware występuje gościnnie w ramach koncertów grupy, jak i uczestniczy w jej nagraniach.

## Dyskografia

### Jako SBTRKT
- SBTRKT (2011)
- Wonder Where We Land (2014)

### Jako Aaron Jerome
- Time to Rearrange (2007)

## Koncerty w Polsce
- Szczecin – Boogie Brain Festival 2011[6]
- Gdynia – Open’er Festival 2012
- Warszawa – Selector Festival 2014[7]